# Fritz Hartmann (Schriftsteller)
Friedrich Hartmann (auch: Fritz Hartmann; * 2. Februar 1866 in Frankfurt am Main; † 27. Juni 1937 in Lenglern) war ein deutscher Journalist.

## Leben
Friedrich Hartmann studierte in der Gründerzeit des Deutschen Kaiserreichs die Fächer Geschichte, Philosophie und Literatur an der Universität in Berlin sowie in Heidelberg an der dortigen Universität und promovierte im Jahr 1890.
Schon im Folgejahr 1891 nahm er die Stellung eines Redakteurs bei der Braunschweigischen Landeszeitung an.
Ab 1907 arbeitete Hartmann bei der Zeitung Hannoverscher Kurier, anfangs als politischer Redakteur, ab 1913 und bis 1916 in die Zeit des Ersten Weltkrieges hinein „[…] als Leiter der Berliner Schriftleitung“. Mitten im Krieg veröffentlichte er seine Schriften über die deutschen Kriegsgebiete in Ober Ost und Bulgarien. Sie wurden Bestandteil der Weltkriegssammlung der Deutschen Bücherei mit Sitz in Leipzig.
Anschließend und bis zu seiner Pensionierung arbeitete Friedrich Hartmann als Chefredakteur des Hannoverschen Kuriers.
Hartmann starb in dem kleinen Ort Lenglern in der Nähe von Göttingen.

## Schriften (Auswahl)
- Sechs Bücher braunschweigischer Theater-Geschichte. Nach den Quellen bearbeitet von Fritz Hartmann, Wolfenbüttel: Zwißler, 1905; Inhaltsverzeichnis
  - Digitalisate herunterladbar von der Universitätsbibliothek Braunschweig
- Wilhelm Raabe. Wer er war und wie er dachte, Hannover, 1910
- Vor hundert Jahren. Geschichtliche Skizzen, Hannover: Jänecke, 1913
- Ob-Ost. Friedliche Kriegsfahrt eines Zeitungsmannes (in Frakturschrift), Hannover: Jänecke, 1917; Inhaltsverzeichnis
- Mein bulgarisches Tagebuch. Eindrücke und Ausblicke, Hannover: Jänecke, 1918
- Zeitung für Norddeutschland. 1849 bis 1872. Festschrift zum fünfundsiebenzigjährigen Bestehen des Hannoverschen Kuriers am 1. Januar 1924, von Fritz Hartmann. Teil 1, Hannover: Hannoverscher Kurier, Dr. W. Jänecke, [1923]

## Archivalien
An Archivalien von oder zu Fritz Hartmann finden sich beispielsweise
- Handschriften verschiedener Autoren inklusive Hartmann sowie ein Typoskript über den Kalliope-Verbund[3]